# 0課の女 赤い手錠
『0課の女 赤い手錠』（ゼロかのおんな あかいワッパ）は、篠原とおるの漫画『0課の女』を原作とする、1974年に公開された日本映画。ジャンルはエロティック・アクション。

## ストーリー
警視庁所属の女刑事・零（レイ）は独断で、友人・エミイを殺害した外交官を仇として討ったため、外交問題を恐れた上層部の判断で留置場に入れられ、そのまま起訴もされず放置される。1か月後、出所した元囚人・仲原らによる若い女性の誘拐事件が起きる。女性は有力政治家である南雲（なぐも）の娘で、財界人との結婚を控える杏子であったことから、刑事・日下は零の罪を不問に付し、再び警察手帳と銃を与え、杏子の極秘救出を命じる。
零は仲原一味による身代金受け取りの現場を手助けしたことでうまく一味に取り入り、仲間となる。身代金がすべて偽札であったことで逆上した仲原たちは、再度の身代金受け渡しを要求する。そのときに一味のひとりと接近した日下は零が刑事であることをあえて吹き込み、仲間割れを誘う。さらに、杏子が薬物中毒にされたことを知った南雲が保身のために杏子の殺害を命じたことから、日下は零ごと全員を消すことを決意して一味を追い詰めるが、返り討ちに遭う。
殺し合いと逃亡の果てに、零、仲原、杏子だけが生き残る。仲原と零の一騎打ちとなり、仲原は倒される。警視庁前へたどり着くが、零は杏子だけ行かせ、自身は警察手帳を破り捨て、どこかへ去った。

## キャスト
零
演 - 杉本美樹
赤色が好きらしく、作中では服やアクセサリーなど赤い物を身につけている。冒頭で外交官殺しを犯し留置場に入り、その後警視庁から命じられて誘拐事件の人質救出と犯人抹殺のため身を偽って犯人グループのアジトに侵入する。チェーン付きの赤い手錠を携帯しており、相手に投げて身動きを止めるための武器として使っている。
仲原義秀
演 - 郷鍈治
「横須賀の玉転がし」と呼ばれるチンピラグループのリーダー。冒頭で神奈川刑務所を出所するが、直後に仲間と共に凶悪犯罪に手を染める。粗暴で気性が荒い性格だが弟思いな一面があり、自ら身代金の受け渡しに訪れるなど少々不用心な所もある。誘拐事件を起こした後、人質の杏子、仲間となった零たちと共に逃亡を図る。
日下正志
演 - 室田日出男
警視庁所属の刑事。娘を誘拐された善悟に協力し、「誘拐された杏子を生きたまま取り戻し、事件自体を公にしないために秘密裏に解決してほしい」との彼の願いのもと捜査にあたる。犯罪者には厳しい態度で接するが基本的には真面目で忠誠心があり正義感の強い性格で、その後善悟の裏の顔を知り戸惑いを見せるようになる。
南雲杏子
演 - 岸ひろみ
善悟の娘。22歳。学生運動家風の若者と交際していたが、民政党前総裁の息子と結婚することになり別れ話をしていた所、義秀たちに襲われる。その後義秀たちに拉致されてそのまま誘拐事件の人質となり、その後逃亡を図る彼らに薬物を投与されて抵抗できない状態となり連れ回される。
南雲善悟
演 - 丹波哲郎
民政党次期総裁候補の大物政治家。杏子によると「総理になるためなら、どんなことでもできる男」と評されている。杏子を前総裁の息子と政略結婚させようとしていた所娘を誘拐されるが、おおごとにしたくないため極秘に誘拐事件を解決するよう警視庁に命じる。
加藤
演 - 河合絃司
善悟の秘書。誘拐事件の最初の身代金3,000万円を犯人に渡す役を任される。その後善悟が2度目の身代金1億円を要求されてからは、日下たちに同行し犯人たちとのやり取りを見守る。
石原
演 - 土山登士幸
善悟の秘書。善悟の指示の下、他の2人の同僚秘書と共に稲葉を捕まえた後、水攻め、ガスバーナーで皮膚をヤケドさせるなどの拷問を加える。
三島
演 - 藤山浩二
善悟の秘書。ある時日下の指示で動いていた所、仲間の秘書が銃で撃たれて死んだため彼を責める。
山中
演 - 団巌
善悟の秘書。後半の義秀とのカーチェイスシーンでは、運転手役を務める。

### 義秀の仲間
関三郎
演 - 荒木一郎
髭面にサングラスをかけ、背中に虎の刺繍が入ったデニムの服を着ている。ナイフの扱いに長けており、人と闘う時には切る以外に飛び道具として使用している。寡黙な性格だが手先が器用で仲間の会話中に1人で黙々とナイフで木彫りの人形を作っていることが多い。
稲葉徹
演 - 遠藤征慈
頭にオレンジ色のタオルを巻いているのが特徴。疑い深い性格で結構気が弱く、状況が悪くなったりストレスを感じるとすぐに物や人に当たるなどして暴れる。その後刑事たちに捉えられ仲間のことを話すよう脅される。
野呂次男
演 - 菅野直行
モータースと書かれた白いつなぎを着ている。不真面目なお調子者で喋り好きな性格だが、義秀からは信頼されている。仲間とともに杏子や零を痛めつける。義秀から二度目の身代金の受け取りを任される。
仲原義明
演 - 小原秀明
義秀の弟。義秀から“アキ”と呼ばれている。数日前に育ててくれた父親が亡くなり義秀を頼って横須賀にやって来る。義秀とは違い気弱な性格で言葉数も少なめだが根は悪い人間ではなく人質の杏子にも優しく接する。
矢野加律子
演 - 三原葉子
義秀たちの姉御的存在。スナック「マンハッタン」のママ。スナックに義秀たちが杏子を連れて来たことで、結果的に刑事から義秀の仲間とみなされる。以前悪さをして留置場に入れられた時に零と一度会っており、その後再会した彼女に義秀たちに元刑事であることをバラさない代わりに金を要求する裏取引を計る。

### 警察関係者
谷
演 - 戸浦六宏
警視庁の幹部。日下の上司。したたかな性格で、日下に「南雲の希望通り誘拐事件を解決することで貸しを作っておけば、自分たちの将来が保証される」と本音を述べる。
所轄署主任
演 - 関山耕司
零が黒人女性殺人事件の捜査で勝手な行動をし、現職刑事が友好国の外交官を射殺するという事件をしでかし、国際問題や自身たち警視庁の上役の責任問題になりかねないため激怒する。
井上
演 - 久地明
刑事。メガネをかけている。最初の身代金受け渡しの時に一般人のフリをして少し離れた場所で張り込み、現場に現れた犯人を捕まえようとする。
金子
演 - 佐藤晟也
刑事。最初の身代金受け渡しの時に一般人のフリをして少し離れた場所で張り込み、現場に現れた犯人を捕まえようとする。
今西
演 - 横山繁
刑事。ハンチング帽を被っている。最初の身代金受け渡しの時に一般人のフリをして少し離れた場所で張り込み、現場に現れた犯人を捕まえようとする。
所轄署長
演 - 相馬剛三
警官
演 - 山田甲一
警官
演 - 木村修

### その他の人たち
リチャード・サクソン
演 - ロルフ・ジェイサー
外交官（大使館付一等書記官）。ある夜客としてディスコに訪れた所、踊っていた零を気に入り酒をおごったことで親しくなる。実はエミイ殺しの容疑者らしき男。SMプレイが好きで自身はS役。
エミイ
演 - 柿沢エミ（写真のみ）
零の友人で過去の殺人事件の被害者で黒人女性。冒頭で自身の事件に絡んで零が殺人事件を犯し刑事を辞めさせられる。
留置場の女たち
演 - 谷本小代子、小甲登枝恵、竹本清女
加律子と同時期に留置場で過ごす女たち。加律子と同じく警察に恨みを抱いており、自身たちが過ごす留置場に後から犯罪者として入ってきた零が元刑事と知って皆で痛めつける。
高坂正雄
演 - 森祐介
杏子の恋人。ただし、冒頭で杏子が善悟の政治活動に絡んで他の男と結婚することになり、彼女から別れを切り出される。その直後に現れた義秀たちに杏子を襲われ、彼女を助けようとするが彼らに殺されてしまう。
神奈川刑務所の看守
演 - 佐川二郎
出所する義秀を見送った看守。

## スタッフ
- 監督 - 野田幸男
- 原作 - 篠原とおる
- 脚本 - 神波史男、松田寛夫
- 企画 - 吉峰甲子夫
- 撮影 - 中島芳男
- 音楽 - 菊池俊輔
- 美術 - 桑名忠之
- 編集 - 祖田富美夫
- 録音 - 小松忠之
- スチール - 加藤光男
- 助監督 - 澤井信一郎
- 照明 - 大野忠三郎
- 擬斗 - 久地明
- 主題歌「女の爪あと」(作詞：石坂まさを、作曲：菊池俊輔、唄：杉本美樹)